# Контрольная по специальности
«Контрольная по специальности» — советский фильм 1982 года режиссёра Бориса Шадурского.

## Сюжет
Действие фильма происходит в начале 80-х годов в Белоруссии. Студентка исторического факультета Александра (Алька) ссорится со своим молодым человеком, у которого живет, и потому вынуждена «снимать койку» у Инны Федотовны — женщины с двумя детьми. Мать и отчим Альки живут далеко — на Полесье, а поскольку главная героиня не ладит с отчимом, то даже поехать на каникулы ей некуда. Волею случая она знакомится с бывшей партизанкой, Любовью Савельевной Орешко, а ныне — учительницей начальных классов на пенсии. Знакомство было кратковременным, но неожиданно Любовь Савельевна дает Альке ключ от своей квартиры («...Остановишься, вспомнишь, что у тебя есть ключ. Пойдешь сюда. Сядешь в это кресло. Посидишь. И подумаешь») и, зная, что сама она тяжело больна и боясь, что больше не встретится с девушкой, оставляет своему мужу, находящемуся в тот момент в командировке, записку следующего содержания: «Придет девочка Аля. Не гони ее, Степан», и это глубоко трогает главную героиню, о которой до этого времени никто, по сути, не заботился.
В фильме несколько сюжетных линий: отношения главной героини с ее молодым человеком, сокурсниками и друзьями; судьба детей квартирной хозяйки Инны Федотовны, которые после ее гибели в автокатастрофе остаются сиротами и которых решает взять под опеку Алька, потому что в противном случае они окажутся в детском доме; жизнь Любови Савельевны, о которой начинает собирать воспоминания Алька — и не для контрольной «по специальности» — на тему Великой Отечественной войны, а потому что пытается понять жизнь человека иного мировоззрения, другого поколения. 
Случайное знакомство меняет жизнь главной героини. По-другому она начинает оценивать жизнь людей, прошедших войну, решает, что должна забрать детей, оставшихся сиротами — именно потому, что никто не должен оставаться брошенным и одиноким. А поскольку незамужней студентке не так просто получить опеку над детьми, к тому же многие подозревают Альку в корысти — в стремлении заполучить в свое распоряжение квартиру, в которой дети жили с матерью, то к преодолению бюрократических формальностей подключаются друзья умершей к тому времени Любови Савельевны и ее мужа.
Фильм заканчивается тем, что Альку, забравшую детей из детского дома, встречает несколько человек, и становится понятно, что и главная героиня, и дети — Сережа и Леночка — наконец обрели настоящую семью.

## В ролях
| Актёр                     | Роль                     |
| ------------------------- | ------------------------ |
| Евгения Симонова          | Александра (Аля) Мороз   |
| Руфина Нифонтова          | Любовь Савельевна Орешко |
| Инна Макарова             | Инна Федотовна           |
| Татьяна Мархель           | Лёля                     |
| Казимирас Виткус          | Саранцев                 |
| Иван Дмитриев             | Самохвалов               |
| Павел Кормунин            | Гришаня                  |
| Людмила Ревзина           | Леночка                  |
| Владимир Олейников        | Серёжа                   |
| Антон Табаков             | Гоша                     |
| Тамара Акулова            | Света                    |
| Татьяна Алексеева         | эпизод                   |
| Игорь Гречанинов          | эпизод                   |
| Неела Жуковская           | эпизод                   |
| Мария Захаревич           | эпизод                   |
| А. Иванова                | эпизод                   |
| В. Копытько               | эпизод                   |
| Г. Королькова             | эпизод                   |
| Р. Красовская             | эпизод                   |
| Галина Макарова           | эпизод                   |
| Римма Маркова             | эпизод                   |
| Светлана Михалькова       | эпизод                   |
| Л. Полонский              | эпизод                   |
| Арнольд Помазан           | эпизод                   |
| Галина Рогачёва           | эпизод                   |
| Ю. Соколов                | эпизод                   |
| О. Сычик                  | эпизод                   |
| А. Ткачёва                | эпизод                   |
| Л. Трушко                 | эпизод                   |
| Александр Франскевич-Лайе | Геннадий                 |
| Фёдор Шмаков              | эпизод                   |
| А. Середа                 | эпизод                   |
| О. Шагойко                | эпизод                   |

## Съёмочная группа
- Авторы сценария: Игорь Болгарин, Марта Пятигорская
- Режиссёр: Борис Шадурский
- Художник: Владимир Белоусов
- Оператор: Анатолий Клеймёнов
- Звукооператор: Николай Веденеев
- Композитор: Вениамин Баснер
- Текст песен: Михаил Матусовский
- Директор картины: Александр Середа

## Музыка
- Josef Laufer A Golem A Sbor Bohuslava Myslíka — Ďábel Diskoték (Disco Duck).